# Poema Arcanus
Poema Arcanus é uma banda chilena de doom metal e death metal nascida em 1992 em Santiago do Chile e inspirados em uma poesia obscura, oculta e intensa. Poema Arcanus tornou-se pioneiro em descobrir novos conceitos e personalidades do doom metal e do grindcore.
Com a agressividade do death Metal e atmosfera densa do Doom, o Poema Arcanus criou uma identidade muito própria e seu espaço na cena doom metal chilena e internacional, e tem como influência bandas como: Carcass, Napalm Death, Paradise Lost e Candlemass.

## Álbum Transient Chronicles
No final de 2012 o Poema Arcanus apresenta o que pode ser considerado como a síntese perfeita de todos os seus trabalhos anteriores. O Álbum “Transient Chronicles” traz de volta o Doom Metal com todo o seu peso e melodia, com sua vibração inconfundível e agora mais madura, Poema Arcanus cresce a cada dia na cena Doom Metal nacional chilena e mundial, com o seu mas propriamente dito: Arcane Doom Metal

## Integrantes atuais
- Cláudio Carrasco - Vocal
- Pablo Tapia - Baixo
- Luis Moya - Bateria
- Igor Leiva - Guitarra

## Discografia[3]
- Underdeveloped - Demo Tape (1995)
- Innocent Shades - EP (1996)
- Promo '97 - (1997)
- Arcane XIII - CD (1998)
- Iconoclast - CD (2002)
- Buried Songs - CD (2003)
- Telluric Manifesto - CD (2005)
- Timeline Simmetry - CD (2009)
- Transient Chronicles - CD (2012)
- Stardust Solitude - CD (2020)